# Kleine zomervlinder
De kleine zomervlinder (Hemithea aestivaria) is een nachtvlinder uit de familie Geometridae (spanners) en wordt ook kleine zomermeter genoemd. De vlinder heeft een spanwijdte van 29 tot 34 millimeter. De groengekleurde spanner valt op door de geblokte randjes van de vleugels en het lichaam waarvan de eerste helft groen en de tweede helft roodachtig is
De vliegtijd is van mei tot en met augustus. De eieren komen laat in de zomer uit. De rups, die grote gelijkenis vertoont met een dor takje, heeft een grote verscheidenheid aan loofbomen als waardplant. Ze bereiken een lengte van zo'n 23 mm en zijn op veel bomen en struiken te vinden. De halfvolgroeide rups overwintert. In het voorjaar groeien ze verder. Eenmaal volgroeid maken ze een cocon in de voedselplant tussen samengesponnen blaadjes, waarin ze verpoppen.
De kleine zomervlinder is een algemene vlinder in Nederland en België.